# Курочка с сапфировым кулоном
Курочка с сапфировым кулоном — ювелирное яйцо, одно из пятидесяти двух императорских пасхальных яиц, изготовленных фирмой Карла Фаберже для русской императорской семьи. Оно было создано в 1886 году по заказу императора Александра III, который подарил его своей супруге, императрице Марии Фёдоровне. Оно числится одним из восьми утерянных на данный момент яиц.

## Дизайн

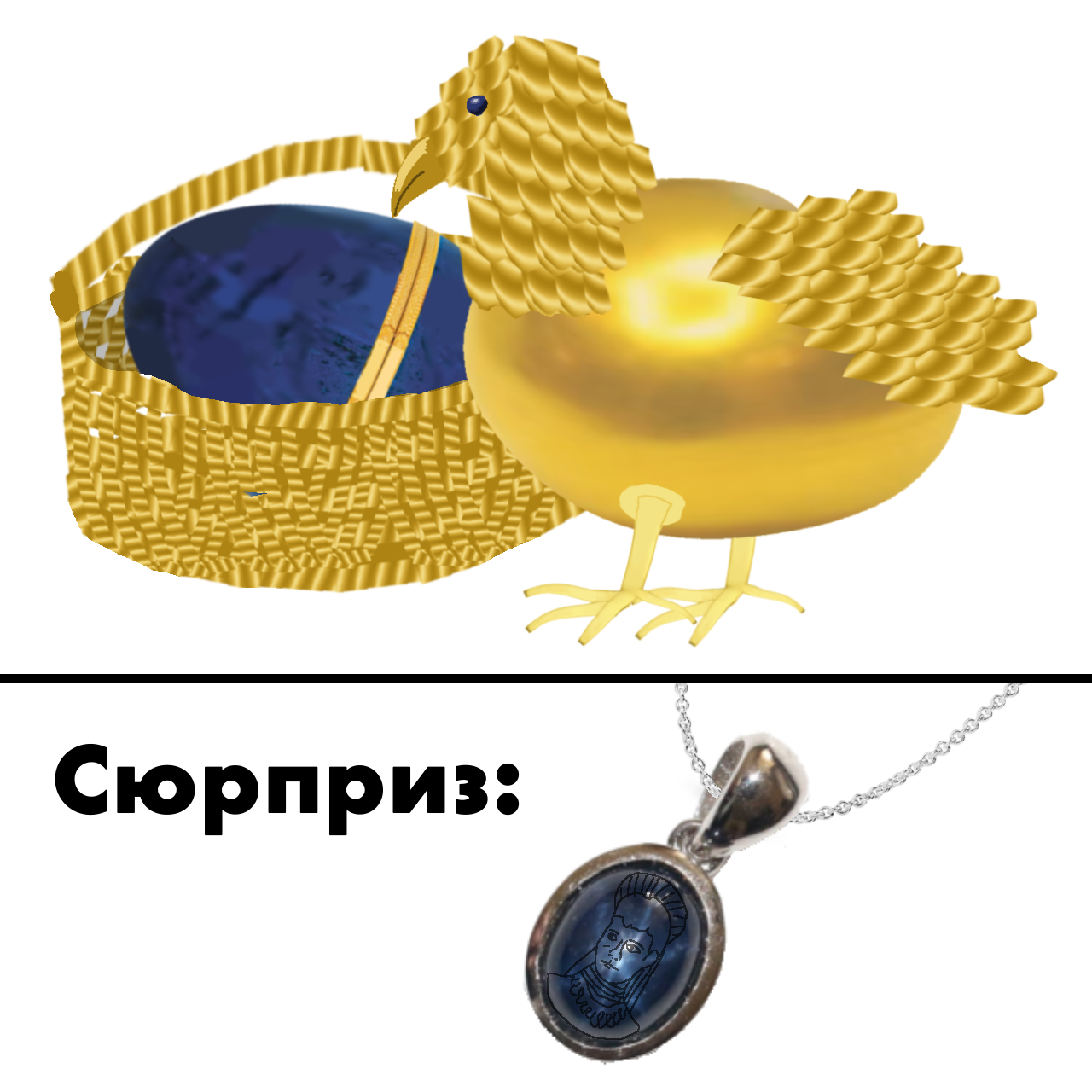
Реконструкция дизайна по описанию 1886 года

Точный дизайн данного яйца неизвестен, потому как не сохранилось его фотографий или иллюстраций, а описания очень противоречивы. Подарок в записи госархива СССР за 1886 год описывался как «Курица из золота и бриллиантов, вынимающая из лукошка сапфировое яйцо». Сапфировое яйцо свободно хранилось в клюве курочки. Курочка и корзина, покрытые сотнями огранённых розой алмазов, были выполнены из золота. В архиве Временного правительства России оно описывалось как серебряная курочка на золотой подставке, хотя данное описание, скорее всего, ошибочно, поскольку в заказе императора за 1886 год требование выполнить яйцо из золота было особо подчёркнуто.

## Сюрприз
О сюрпризе яйца не осталось документальных описаний, и в настоящий момент о его местонахождении нет сведений.

## История
Яйцо с сапфировым кулоном было отправлено императору Александру III 5 апреля 1886 года из мастерской Фаберже. Подарок был вручён императрице Марии Фёдоровне 13 апреля того же года. Яйцо хранилось в Аничковом дворце вплоть до революции 1917 года. Последнее документальное свидетельство о местоположения яйца было написано в 1922 году, и в нём сообщалось, что оно находится в Оружейной палате Кремля. На текущий момент остаётся загадкой, было ли яйцо потеряно или находится в одной из частных коллекций.